# Łyna
La Łyna (in russo Лава; in tedesco Alle) è un fiume che attraversa la Polonia e la Russia, le cui sorgenti sono situate in Masuria, e che sfocia in territorio russo nel fiume Pregel prima che questi si getti nel Mar Baltico, non lontano da Kaliningrad.

## Geografia
Il corso del fiume, lungo circa 264 km si sviluppa per 190 in Polonia (Prussia orientale: è l'undicesimo fiume polacco per lunghezza) e per 74 km in Russia. Le sorgenti dell'Alle si trovano in Masuria presso Nidzica (ted. Neideburg), scorre bagnando le località di Olsztyn (ted. Allenstein), Dobre Misto (ted. Gutstadt), Lidzbark Warmiński (ted. Heilsberg), Bartoszyce (ted. Bartenstein) e Prawdinsk (ted. Friedland) ed infine si unisce al Pregel presso Snamensk (ted. Wehlau). Il fiume ebbe una certa importanza durante le guerre napoleoniche ed in particolare nelle battaglie di Heilsberg e di Friedland.